# Roi Et
Roi Et (Thai ร้อยเอ็ด, auch Roiet, früher Saket Nakhon) ist eine Stadt (เทศบาลเมืองร้อยเอ็ด) in der thailändischen Provinz Roi Et. Sie ist die Hauptstadt des Landkreises (Amphoe) Mueang Roi Et und der Provinz Roi Et.
Die Stadt Roi Et hat 34.554 Einwohner (Stand 2012).

## Geographie
Die Provinz Roi Et liegt in der Nordostregion von Thailand, dem Isan.
Die Stadt Roi Et liegt inmitten einer Ebene mit prärie-ähnlichem Charakter. In der heißen Jahreszeit ausgetrocknet, steht sie dagegen während der Regenzeit weitgehend unter Wasser.

## Geschichte
Die Gegend war lange von den Khmer bewohnt und beherrscht, wurde im 14. Jahrhundert vom Königreich Sukhothai abhängig. Während der Ayutthaya-Periode wanderten Bauern aus Laos in die  Gegend des heutigen Suvanna Phum. General Taksin sorgte für die Umsiedlung der meisten Einwohner nach Roit Et (damals noch Saket Nakhon), um eine bessere Verteidigung zu gewährleisten. Roi Et ist seit Beginn der Chakri-Dynastie Provinzhauptstadt. Von den 11 Stadttoren, die zu den untergeordneten Ortschaften in der Umgegend führten, ist fast nichts mehr geblieben.

## Wirtschaft und Bedeutung
Da Roi Et abseits der Strecke von Bangkok nach Nakhon Ratchasima, Khon Kaen und die östlichen Nachbarländer Laos und Kambodscha liegt, ist die wirtschaftliche Entwicklung hauptsächlich auf den lokalen Markt gerichtet. Man versucht, die weite Ebene um Roi Et mit Hilfe von Bewässerungsprojekten in eine fruchtbare Landschaft zu verwandeln und damit die Landwirtschaft zu stärken, die hauptsächlich zur Wirtschaftskraft der Provinz beiträgt.

## Sehenswürdigkeiten

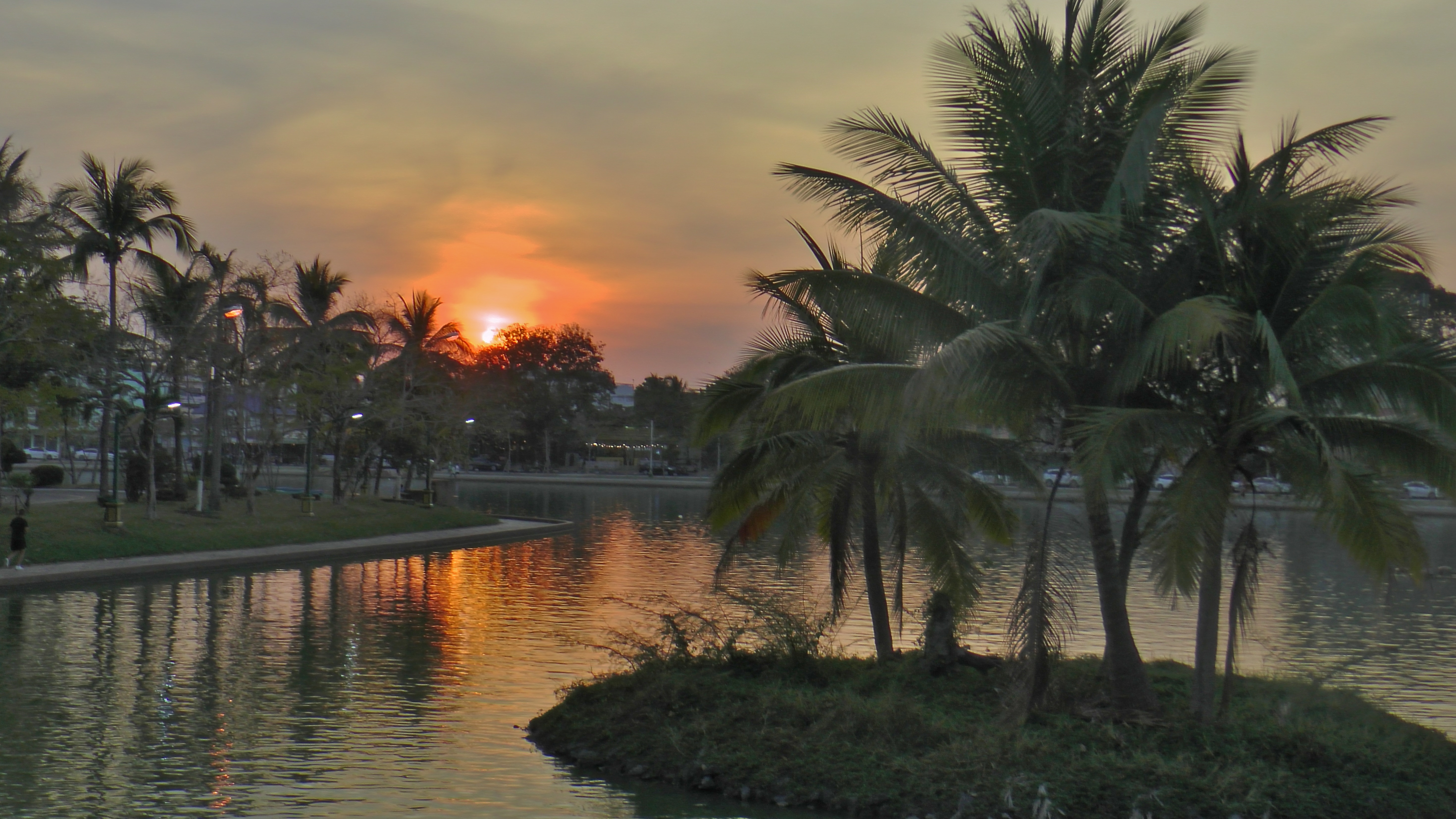
See und Park im Zentrum

- Wat Klang Ming Mueang (วัดกลางมิ่งเมือง) – buddhistische Tempelanlage (Wat) aus dem 18. Jahrhundert mit Wandmalereien aus dem Leben Buddhas.
- Wat Burapha Phiram (วัดบูรพาภิราม) – mit der Statue eines stehenden Buddha, genannt Phra Phuttha Ratana Mongkon Maha Muni, mit etwa 68 Metern das höchste Buddhastandbild Thailands und eines der höchsten der Welt.
- Bueng Phalan Chai (บึงพลาญชัย) – schöner, künstlich angelegter See inmitten der Stadt.
- Nationalmuseum Roi Et
- Im Dezember 2020 wurde das neue architektonische Wahrzeichen der Stadt, der „Roi Et Tower“ eröffnet. Von seinen oberen Plattformen hat man eine weite Sicht über die gesamte Stadt und das Umland. https://www.roiettower.com/

## Töchter und Söhne der Stadt
- Warut Boonsuk (* 1997), Fußballspieler
- Komkrit Camsokchuerk (* 1989), Fußballspieler
- Sornnarai Chamrurai (* 1991), Fußballspieler
- Senee Kaewnam (* 1986), Fußballspieler
- Pitakpong Kulasuwan (* 1988), Fußballspieler
- Saksuriya Kulponmueng (* 1979), Fußballspieler
- Veerawong Leksunthorn (* 1991), Fußballspieler
- Jutatip Maneephan (* 1988), Radsportlerin
- Yordrak Namuangrak (* 1989), Fußballspieler
- Thanathip Paengwong (* 1991), Fußballspieler
- Kittipol Paphunga (* 1983), Fußballspieler
- Kriangkrai Pimrat (* 1987), Fußballspieler
- Supakorn Poonphol (* 2008), Fußballspieler
- Nikom Somwang (* 1983), Fußballspieler
- Jakaraj Tonehongsa (* 1973), Fußballtrainer